# La Grande Permission
La Grande Permission est un roman écrit par Ernst Wiechert, publié en 1931.

## Historique
La Grande Permission est un roman écrit par Ernst Wiechert, publié en 1931 à Munich.
Durant la Première Guerre mondiale, Wiechert sert comme lieutenant de réserve en Russie et en France. Profondément marqué, il retrace son expérience dans cet ouvrage pour lequel il a reçu un prix littéraire (Schünemann-Preis).

## Résumé
En 1914, Jean Karsten, Percy Pfeil et Klaus Wirtulla, personnages de L'Enfant élu, se retrouvent dans une caserne pour s'engager. Une grande permission commence...

Le titre original de ce roman, Jedermann (chaque homme ou chacun de nous en allemand), évoque le combat de ces camarades d'enfance pour résister à « cette guerre qui est le triomphe de la masse qu'elle abaisse et nivelle, qui exige le renoncement, l'abandon de tout l'être à une idée qui ne peut être que collective ».

## Éditions en allemand
- Jedermann, Verlag Albert Langen & Georg Müller à Munich, 1931.

## Traductions en français
- La Grande Permission, traduit par Henri Thiès chez Calmann-Lévy, 1954.
- La Grande Permission, traduction de Henri Thiès chez Calmann-Lévy, coll. « Le Livre de poche », 1967.